# Ed Oliver
Pour les articles homonymes, voir Oliver.
(en) Statistiques sur pro-football-reference
Edward Oliver, né le 12 décembre 1997 à Houston au Texas, est un joueur professionnel américain de football américain jouant au poste de defensive tackle pour la franchise des Bills de Buffalo au sein de la National Football League (NFL). 
Il a joué au football universitaire pour les Cougars de l'Université de Houston et est sélectionné par les Bills en neuvième choix global lors du premier tour de la draft 2019 de la NFL.

## Biographie

### Jeunesse
Oliver fréquente la Westfield High School à Houston. Il réalise 83 plaquages, neuf sacks et une interception en tant que senior et 84 plaquages et sept sacks en tant que junior. Lors de la saison senior d'Oliver, Westfield a un bilan de 11-1 dans l'University Interscholastic League en 2015, s'inclinant 28-21 lors de la finale de la zone face au futur vice-champion Austin Lake Travis,.
Oliver est classé parmi les recrues cinq étoiles par consensus et se classe parmi les meilleurs joueurs de sa classe selon Rivals.com et 247Sports.com,. Il s'engage à jouer au football universitaire à l'université de Houston, devenant ainsi la première recrue cinq étoiles de l'histoire à s'engager dans une école en dehors des Power Five conferences (en).

### Carrière universitaire
Oliver devient titulaire dès son année freshman à Houston en 2016,,. Il participe aux 12 matchs de la saison régulière, enregistrant 60 plaquages et cinq sacks. Il est nommé vainqueur du trophée Bill Willis, devenant ainsi le premier étudiant de première année à remporter le prix. Il récolte également les honneurs de la première équipe All-American par Scout.com.
Pour la saison 2017, son année sophomore, il est sélectionné dans la première équipe All-America (en) de Walter Camp et remporte le trophée Outland, remis au meilleur joueur de ligne du pays.
Lors de la saison 2018, pour la troisième année consécutive, il retrouve la première équipe All-American. Après son année junior, Oliver décide de renoncer à son année senior et de participer à la draft 2019 de la NFL.

### Carrière professionnelle
Oliver participe au NFL Scouting Combine  à Indianapolis, dans l'Indiana et réalise les performances suivantes : 
| Taille             | Poids            | Bras               | Main              | Sprint   | Sprint   | Sprint   | Shuttle 20 yards | 3 cones drill | Détente        | Détente        | Développé couché | Test Wonderlic |
| Taille             | Poids            | Bras               | Main              | 40 yards | 10 yards | 20 yards | Shuttle 20 yards | 3 cones drill | verticale      | horizontale    | Développé couché | Test Wonderlic |
| 6 ft 2 in (1,88 m) | 287 lbs (130 kg) | 31 in 3⁄4 (0,81 m) | 9 in 1⁄4 (0,23 m) | 4,73 s   | -        | -        | 4,22 s           | 7,15 s        | 36 in (0,91 m) | 10 ft (3,04 m) | 32 reps          | -              |

Oliver est sélectionné au premier tour, 9e choix total, par les Bills de Buffalo, lors de la draft 2019 de la NFL.

#### Bills de Buffalo
Le 9 mai 2019, Oliver et les Bills signent un contrat de 4 ans d'une valeur de 19,7 millions de dollars, y compris une prime à la signature de 12,33 millions,,.
En semaine 7 contre les Dolphins de Miami, Oliver enregistre son premier sack en carrière sur Ryan Fitzpatrick dans la victoire 31-21. Lors de la semaine 13 contre les Cowboys de Dallas, le jour de l'Action de grâces, Oliver réalise deux sacks sur le quarterback Dak Prescott, dont un strip sack récupéré par son coéquipier Trent Murphy (en) qui le retourne pour un touchdown des Bills dans la victoire de 26-15,. Oliver est nommé débutant Pepsi de la semaine dans la NFL pour sa performance à Dallas,.

## Statistiques

### Statistiques universitaires
| Année  | Équipe             | Statut | MJ |       | Plaquages | Plaquages | Plaquages | Plaquages |       | Interceptions | Interceptions | Interceptions | Interceptions |  | Fumbles | Fumbles |
| Année  | Équipe             | Statut | MJ | Total | Seul      | Ast.      | Sacks     | Nb.       | Yards | Déf.          | TD            | Nb.           | Rec.          |  |         |         |
| 2016   | Cougars de Houston | FR     | 12 | 65    | 46        | 19        | 5,0       | 0         | 0     | 6             | 0             | 2             | 0             |  |         |         |
| 2017   | Cougars de Houston | SO     | 12 | 73    | 47        | 26        | 5,5       | 0         | 0     | 3             | 0             | 2             | 1             |  |         |         |
| 2018   | Cougars de Houston | JR     | 8  | 54    | 29        | 25        | 3,0       | 0         | 0     | 2             | 0             | 1             | 0             |  |         |         |
| Totaux | Totaux             | Totaux | 32 | 192   | 122       | 70        | 13,5      | 0         | 0     | 11            | 0             | 5             | 1             |  |         |         |

### Statistiques NFL

#### Saison régulière
| Année  | Équipe           | MJ     |       | Plaquages | Plaquages | Plaquages | Plaquages |       | Interceptions | Interceptions | Interceptions | Interceptions |  | Fumbles | Fumbles |
| Année  | Équipe           | MJ     | Total | Seul      | Ast.      | Sacks     | Nb.       | Yards | Déf.          | TD            | Nb.           | Rec.          |  |         |         |
| 2019   | Bills de Buffalo | 16     | 43    | 24        | 19        | 5,0       | 0         | 0     | 2             | 0             | 1             | 0             |  |         |         |
| Totaux | Totaux           | Totaux | 43    | 24        | 19        | 5,0       | 0         | 0     | 2             | 0             | 1             | 0             |  |         |         |

#### Éliminatoires
| Année  | Équipe           | MJ     |       | Plaquages | Plaquages | Plaquages | Plaquages |       | Interceptions | Interceptions | Interceptions | Interceptions |  | Fumbles | Fumbles |
| Année  | Équipe           | MJ     | Total | Seul      | Ast.      | Sacks     | Nb.       | Yards | Déf.          | TD            | Nb.           | Rec.          |  |         |         |
| 2019   | Bills de Buffalo | 1      | 4     | 0         | 4         | 0,0       | 0         | 0     | 0             | 0             | 0             | 0             |  |         |         |
| Totaux | Totaux           | Totaux | 4     | 0         | 4         | 0,0       | 0         | 0     | 0             | 0             | 0             | 0             |  |         |         |